# Gayle Marsh
Gayle Marsh, soprannominata PSI, è un personaggio dei fumetti DC Comics, creata da Paul Kupperberg e da Carmine Infantino. La sua prima apparizione è in Supergirl Vol 2 #1 nel Novembre 1982. Ha esordito come una super-criminale, nemica di Supergirl.
Il personaggio è stato utilizzato anche come nemica nella serie televisiva Supergirl.

## Biografia del personaggio
Il suo vero nome è Gayle Marsh. All'età di dodici anni sviluppò poteri psichici, principalmente psicocinesi. Dopo che i suoi genitori sono morti, è stata allevata dallo scienziato David Pendergast che si stava preparando a combattere una nuova minaccia chiamata "il decadimento". All'università, prese lo pseudonimo di Psi e combatté Supergirl parecchie volte, pensando che Supergirl fosse il Decadimento. La verità era che David Pendergast era un'estensione delle sue stesse paure. Comprendendo che la Decadenza era David e se stessa, fermò Pendergast e se stessa. In Post Crisi, PSI venne reclutata nella Suicide Squad da Amanda Waller per affrontare le Furie Femminili del potentissimo e malvagio Darkseid.Venne sconfitta e uccisa dalla furia Blood Mary. Durante gli eventi della Notte Nera, il cadavere di Psi viene rianimata come membro del Corpo delle Lanterne Nere insieme a molti altri membri della squadra suicida caduti. Resuscitata , PSI in preda alla follia cominciò a distruggere Central City (in assenza di Flash, poiché aiutava la Justice League contro il potente mostro grigio Doomsday), fu fermata da Supergirl. Lo scontro tra le due creò la distruzione di diversi edifici e la morte di parecchi cittadini. Psi venne sconfitta e fermata, ma Supergirl andò in crisi per un periodo per la morte dei civili per mano loro.Grazie all'eroe playboy Nightwing, Kara fu rincuorata e tornò a rivestire i panni di Supergirl.
Nella serie New 52, Psi durante la trama di "Forever Evil", Psi viene mostrata come prigioniera nella stazione Detroit dell'A.R.G.U.S. chiamata "The Circus". Deadshot, Harley Quinn e Livewire l'aiutarono a fuggire.

## Poteri e abilità
Psi è dotata di una potente telecinesi e telepatia. Queste abilità, durante la sua storia editoriale, si sono potenziate.Può contare su diversi poteri psionici, telepatici, telecinetici, oltre che su pirocinesi, manipolazione di materia, energia, forme di vita, tempo e spazio, linee temporali future o passate. Psi ha la capacità di volare, del teletrasporto e possiede una forza sovrumana.